# تسیوک (نیومکزیکو)
تسیوک (به انگلیسی: Tesuque) یک منطقهٔ مسکونی در ایالات متحده آمریکا است که در شهرستان سنتافه، نیومکزیکو واقع شده‌است. تسیوک ۱۸٫۰ کیلومتر مربع مساحت و ۹۰۹ نفر جمعیت دارد و ۲٬۰۶۰ متر بالاتر از سطح دریا واقع شده‌است.